# بيتر بادكو
بيتر بادكو (بالإنجليزية: Peter Badcoe)‏ (و. 1934 – 1967 م) هو ضابط أسترالي، ولد في Malvern, South Australia ‏، ويحمل رتبة عسكرية رائد، توفي في محافظة تهوا تهين هويه، عن عمر يناهز 33 عاماً.

## الخدمة العسكرية
خدم في جيش أستراليا.

## جوائز
حصل على جوائز منها:
- صليب فيكتوريا في 17 أكتوبر 1967[1]
- ميدالية النجمة الفضية
- نوط الجو
- وسام القلب الأرجواني